# 片平 (仙台市)
片平（かたひら）は、宮城県仙台市青葉区の町丁。郵便番号は980-0812。人口は1754人、世帯数は1096世帯（2022年1月1日現在）。現行行政地名は片平一丁目・片平二丁目であり、全域で住居表示を実施している。

## 地理
片平は仙台市都心部の南西の一角を占める。
片平一丁目は、青葉通の大町交差点（西公園南東角）から晩翠草堂前交差点（晩翠通との交点）の区間から南側で、片平二丁目より北側の部分である。ここには仙台法務合同庁舎、仙台高等裁判所などの法曹関係の他、良覚院丁庭園、仙台市青葉消防署片平出張所、仙台市立片平丁小学校などがある。
片平二丁目はほぼ東北大学の片平キャンパスで占められている。片平二丁目の南側である土樋一丁目に東北学院大学土樋キャンパスがある。東北大学は片平キャンパスの南側部分を東北学院大学に売却する計画があったが、これを取り止め大幅に計画を縮小して敷地の一部のみを売却した。

## 歴史
仙台城の城下町の中心の芭蕉の辻がある仙台中町段丘と、広瀬川の水面に近い仙台下町段丘との間には落差のある段丘崖がある。この段丘崖の直上、すなわち、仙台中町段丘の西縁から南縁を縁取るように長く連なる町および道が片平丁と呼ばれた。
崖に近い道の西側にはじめのうち人家がなく、東側にだけ屋敷が連なったことが、片平の名の由来とされる。「偏片町」とも呼ばれた。
江戸時代の片平丁の範囲は広く、北は北一番丁南側の支倉町（現在の仙台市民会館の北端）から、南は現在の片平までを指した。広瀬川右岸の青葉山にある仙台城と対峙して広瀬川左岸の段丘崖直上にある片平丁には、一門、一家、一族、宿老など、伊達氏一族および仙台藩重臣の大屋敷が置かれていた。これらの一族や重臣たちは、他藩の大名並みの石高を有していたため、「大名小路」とも呼ばれた。また「大広町」とも、「広丁」とも言った。
幕末頃には、大町以北を大名小路、以南を片平丁と呼ぶようになったという。現在の片平はこの幕末の片平丁の範囲を踏襲している。戊辰戦争で負けた仙台藩は、仙台城を官軍に占領され、片平丁にあった重臣の大屋敷を明治政府に譲渡している。そのため片平丁では、明治時代から国の公共的な機関や、第二高等学校、仙台高等工業学校、東北帝国大学といった官立の学校が立地した。大名小路の方は明治期に接収された後、西公園となる。
1970年（昭和45年）に仙台駅の西側一帯で住居表示が施行され、これにより片平が成立した。

## 片平丁通り

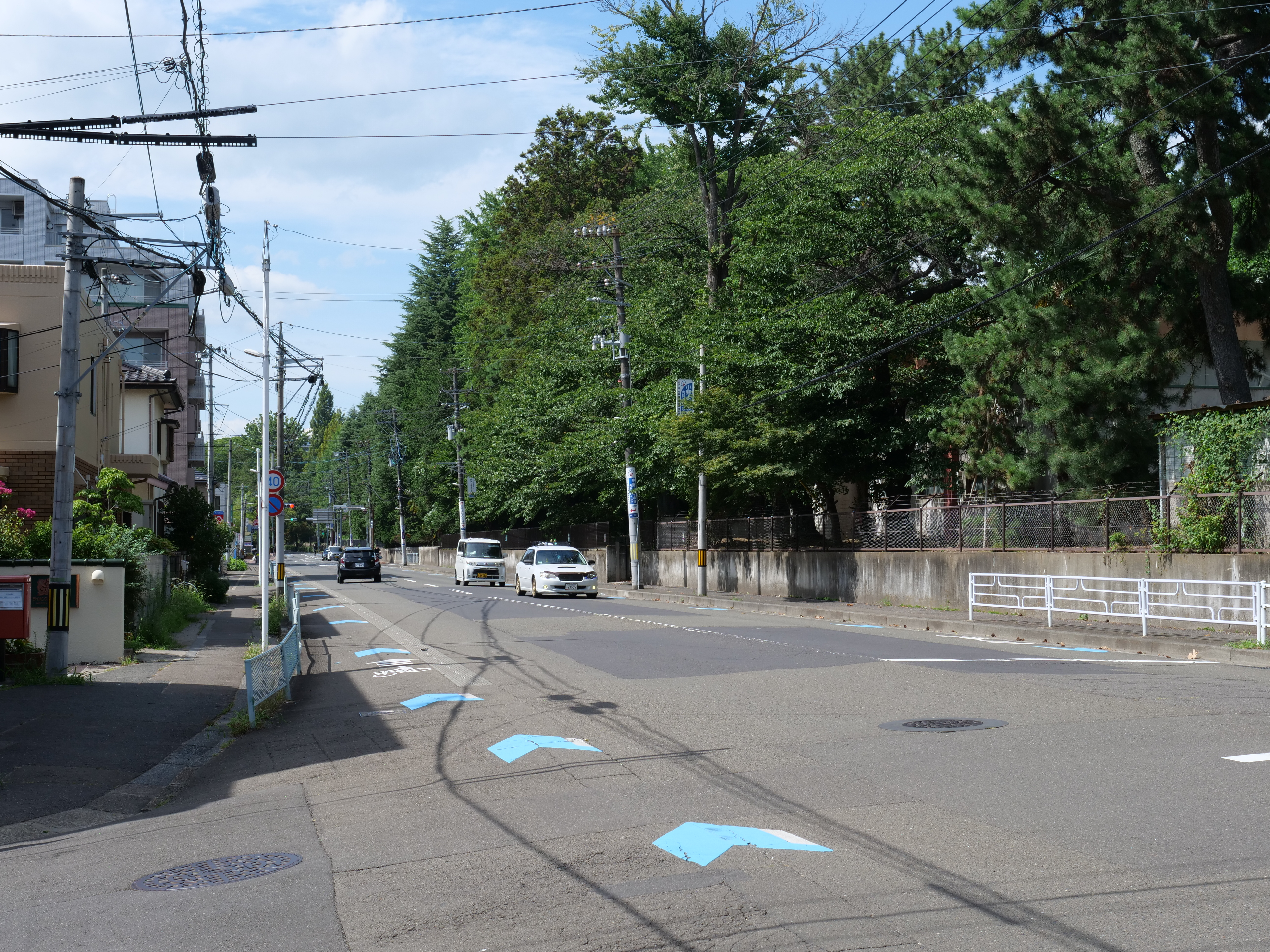
片平丁通り。右が東北大学片平キャンパス

仙台市の歴史的町名活用事業により、仙台市道青葉1315号片平丁線の一部区間に「片平丁通り」の通称が制定されている。区間の北端は南町通との交差点（青葉消防署片平出張所付近）、南端は南六軒丁通りとの接続部分（東北学院大学土樋キャンパス付近）であり、現在の青葉区片平の南西部を通過する。片側一車線ずつの二車線で、両側に歩道がある。

### 交差する道路
| 交差する道路                                              | 交差する道路                          | 交差点       | 路線番号               | 道路愛称   |
| 西方向                                                    | 東方向                                | 交差点       | 路線番号               | 道路愛称   |
| --------------------------------------------------------- | ------------------------------------- | ------------ | ---------------------- | ---------- |
| 市道青葉1161号大町片平線                                  |                                       |              |                        |            |
| 市道青葉1163号片平五橋通線＜南町通＞                      | 市道青葉1163号片平五橋通線＜南町通＞  |              | 市道青葉1315号片平丁線 | 片平丁通り |
| 市道青葉1332号片平丁動物園前線                            |                                       |              | 市道青葉1315号片平丁線 | 片平丁通り |
|                                                           | 市道青葉1241号袋町線 ＜柳町通＞       |              | 市道青葉1315号片平丁線 | 片平丁通り |
|                                                           | 市道青葉1243号弾正横丁線 ＜弾正横丁＞ |              | 市道青葉1315号片平丁線 | 片平丁通り |
| 市道青葉1325号霊屋下米ケ袋線 ＜鍛冶屋前丁通り＞           |                                       | 東北大正門前 | 市道青葉1315号片平丁線 | 片平丁通り |
| 市道青葉1323号米ケ袋中の坂通線 ＜米ケ袋中坂通＞           |                                       |              | 市道青葉1315号片平丁線 | 片平丁通り |
|                                                           | ＜桜小路＞                            |              | 市道青葉1315号片平丁線 | 片平丁通り |
| 市道青葉1321号米ケ袋鹿の子清水通線 ＜米ケ袋鹿子清水通線＞ |                                       |              | 市道青葉1315号片平丁線 | 片平丁通り |
| 市道青葉1315号片平丁線＜南六軒丁通り＞                    |                                       |              |                        |            |

### 沿道の施設
- 松の井屋敷跡（奥羽越列藩同盟拠点跡[9]）
- 仙台市消防局青葉消防署片平出張所
- 裁判所
  - 仙台高等裁判所
  - 仙台地方裁判所
  - 仙台家庭裁判所
  - 仙台簡易裁判所
- 評定河原公園野球場・庭球場
- 仙台市立片平丁小学校
- 東北大学片平キャンパス
- 放送大学宮城学習センター

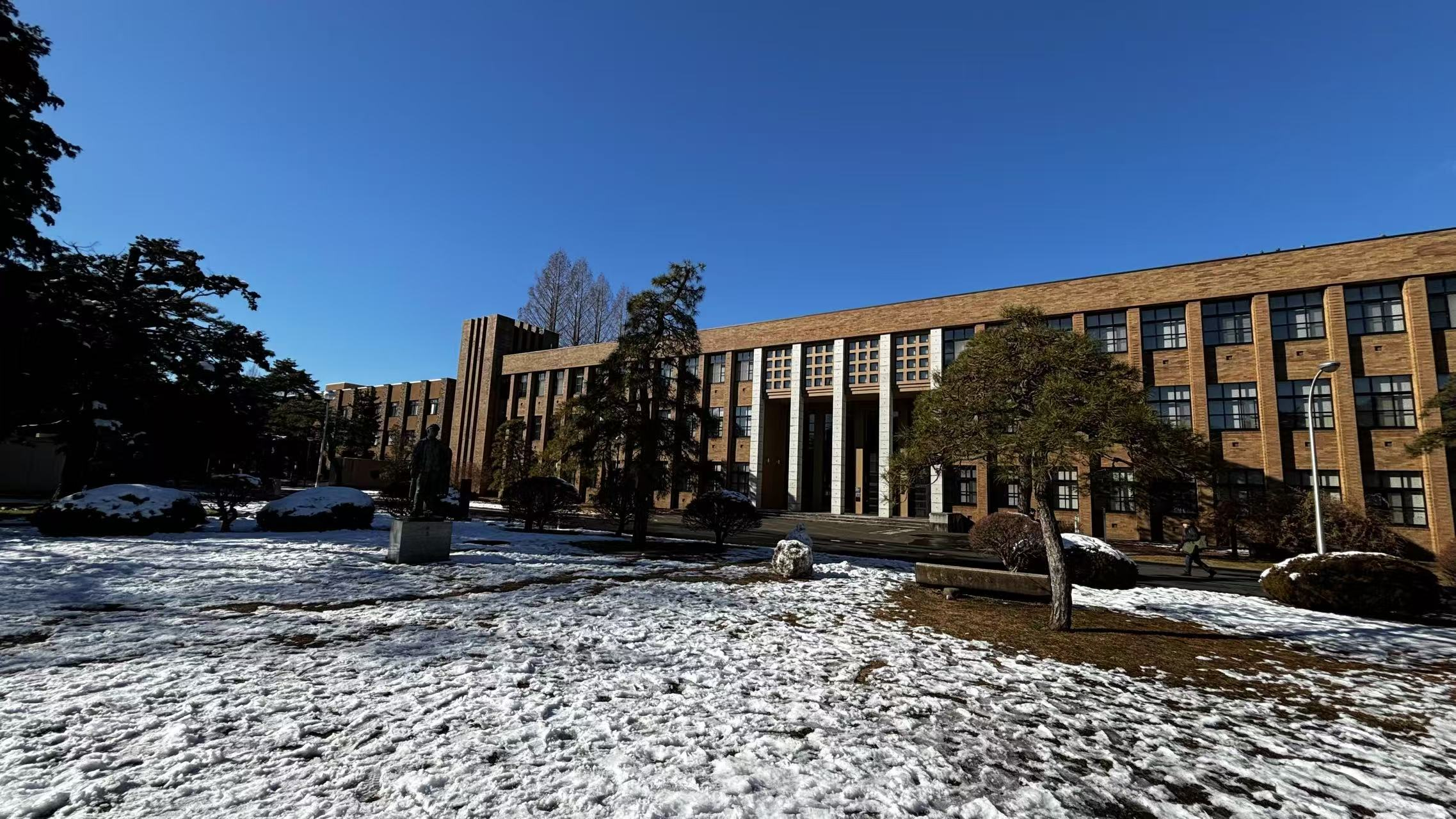
東北大学本部棟

- 米ケ袋一丁目公園（魯迅下宿先「佐藤屋」跡地[10]）
- 片平公園
- 仙台市片平市民センター
- 仙台市片平児童館
- 東北学院大学土樋キャンパス